# Память (мемориальный комплекс)
Мемориальный комплекс «Память» (бел. Мемарыяльны комплекс «Памяць») — мемориальный комплекс в городе Барановичи. 3 сентября 2008 года Постановлением Совета Министров Республики Беларусь объекту присвоен статус историко-культурной ценности регионального значения.

## История
В 1941 году немецко-фашистские захватчики создали на территории тюрьмы филиал Леснянского лагеря смерти. Здесь в каторжных условиях содержалось около 20 тысяч человек. Фашисты систематически устраивали массовые расстрелы, применяли физические наказания. Зимой люди находились под открытым небом. Жечь костры запрещалось. От холода, голода, болезней, непосильной работы ежедневно умирали десятки узников. Всего здесь погибло около 31 тысячи военнопленных и мирных жителей.
В 1964 году был установлен памятник «Скорбящая мать». У стены с зарешёченным окном – скульптурное изображение женщины-матери.
9 мая 2005 года памятник стал основным в составе мемориального комплекса «Память». Рядом с ним были установлены плиты с текстами, посвящёнными горожанам, погибшим в оккупированном городе и на фронтах Великой Отечественной войны.

## Описание
Возле бетонной стены (2,6 м) c железными решётками фигура женщины в трауре (2,2 м); у подножия — венок памяти, на доске — строки:
```
«Современники и потомки! Склоните головы! Здесь спят вечным сном те, кто не встал на колени перед врагом: 31 тысяча советских граждан, расстрелянных и замученных фашистскими палачами в 1941—44 годах»
[
5
]
.
```